# Hrobce
Hrobce település Csehországban, a Litoměřicei járásban. Hrobce Oleško, Židovice, Nové Dvory, Libotenice, Chodouny, Doksany, Dolánky nad Ohří, Černěves és Bohušovice nad Ohří településekkel határos. Lakosainak száma 724 fő (2024. január 1.).

## Népesség
A település lakosságának változását az alábbi diagram mutatja:
| Lakosok száma | 420  | 692  | 894  | 673  | 567  | 583  | 652  | 659  | 702  | 724  |
|               | 1869 | 1900 | 1921 | 1961 | 1980 | 2011 | 2016 | 2019 | 2021 | 2024 |